# Чаплинська селищна рада (Каховський район)
Чапли́нська се́лищна ра́да — адміністративно-територіальна одиниця та орган місцевого самоврядування в Чаплинському районі Херсонської області. Адміністративний центр — селище міського типу Чаплинка.

## Загальні відомості
- Територія ради: 1500 км²
- Населення ради: 10 929 осіб (станом на 2001 рік)

## Населені пункти
Селищній раді підпорядковані населені пункти:
- смт Чаплинка
- с. Нове
- с. Червоний Яр

## Склад ради
Рада складається з 30 депутатів та голови.
- Голова ради: Фаустов Олексій Георгійович
- Секретар ради: Котик Ірина Іванівна

### Керівний склад попередніх скликань
| Прізвище, ім'я, по батькові | Основні відомості                                                | Дата обрання | Дата звільнення |
| --------------------------- | ---------------------------------------------------------------- | ------------ | --------------- |
| Буганов Сергій Іванович     | Селищний голова, 1950 року народження, безпартійний              | 26.03.2006   | 31.10.2010      |
| Фаустов Олексій Георгійович | Селищний голова, 1966 року народження, освіта вища, безпартійний | 31.10.2010   |                 |

Примітка: таблиця складена за даними сайту Верховної Ради України

### Депутати
За результатами місцевих виборів 2010 року депутатами ради стали:

#### За суб'єктами висування
| Суб'єкт висування                         | Кількість обраних депутатів | %    |
| ----------------------------------------- | --------------------------- | ---- |
| Комуністична партія України               | 14                          | 46,7 |
| Партія регіонів                           | 8                           | 26,7 |
| Українська республіканська партія «Собор» | 3                           | 10   |
| Самовисування                             | 2                           | 6,7  |
| Політична партія «Нова політика»          | 1                           | 3,3  |
| Політична партія «Сильна Україна»         | 1                           | 3,3  |
| Українська республіканська партія         | 1                           | 3,3  |

#### За округами
| № округу                                  | Прізвище, ім'я, по батькові          | Дата визнання обраним | Освіта             | Партійна приналежність                           | Відомості про обраного депутата                                                                                                  |
| ----------------------------------------- | ------------------------------------ | --------------------- | ------------------ | ------------------------------------------------ | --- |
| Комуністична партія України               |                                      |                       |                    |                                                  | |
| 6                                         | Чеботарьов Микола Іванович           | 03.11.2010            | середня            | член Комуністичної партії України                | пенсіонер |
| 7                                         | Спиця Юрій Леонідович                | 03.11.2010            | середня            | позапартійний                                    | приватний підприємець |
| 8                                         | Козуб Ігор Юрійович                  | 08.10.2012            | незакінчена вища   | член Комуністичної партії України                | Чаплинська станція юних техніків, керівник гуртків                                                                               |
| 9                                         | Котелевич Микола Олександрович       | 03.11.2010            | вища               | член Комуністичної партії України                | Чаплинська селищна рада, спеціаліст із земельних питань                                                                          |
| 11                                        | Гайдамака Олена Віталіївна           | 03.11.2010            | середня            | член Комуністичної партії України                | Чаплинський райелектрозв'язок, електромонтер                                                                                     |
| 12                                        | Кондратьєва Олександра Володимирівна | 03.11.2010            | середня            | член Комуністичної партії України                | пенсіонер |
| 16                                        | Десна Анатолій Іванович              | 03.11.2010            | вища               | член Комуністичної партії України                | Чаплинський аграрний професійний ліцей, майстер виробничого навчання                                                             |
| 19                                        | Гмиря Сергій Анатолійович            | 05.09.2011            | вища               | позапартійний                                    | Чаплинська загальноосвітня школа № 3, вчитель фізкультури                                                                        |
| 21                                        | Свіргоцький Денис Анатолійович       | 03.11.2010            | вища               | позапартійний                                    | Чаплинський районний центр соціальної служби для дітей, сім'ї та молоді, провідний спеціаліст                                    |
| 23                                        | Величко Майя Михайлівна              | 03.11.2010            | середня спеціальна | позапартійна                                     | Чаплинська міжрайонна державна податкова інспекція, завідувачка юридичного сектору                                               |
| 26                                        | Стремський Юрій Аркадійович          | 03.11.2010            | середня            | позапартійний                                    | Чаплинський опорний пункт громадського порядку, голова ради профілактики                                                         |
| 28                                        | Симчук Василь Романович              | 03.11.2010            | середня            | член Комуністичної партії України                | пенсіонер |
| 29                                        | Борщ Вячеслав Михайлович             | 03.11.2010            | вища               | член Комуністичної партії України                | пенсіонер |
| 30                                        | Тетерук Володимир Миколайович        | 03.11.2010            | середня            | член Комуністичної партії України                | Чаплинська районна лікарня, завгосп                                                                                              |
| Партія регіонів                           |                                      |                       |                    |                                                  | |
| 2                                         | Пугач Василь Савелійович             | 03.11.2010            | вища               | член Партії регіонів                             | Чаплинський міжшкільний навчальний комбінат, директор                                                                            |
| 4                                         | Гетьман Людмила Володимирівна        | 03.11.2010            | вища               | член Партії регіонів                             | Приватне підприємство"Тандем МЛ", директор                                                                                       |
| 5                                         | Темрякович Неля Броніславівна        | 03.11.2010            | вища               | член Партії регіонів                             | Чаплинська загальноосвітня школа № 1 I-III ст., практичний психолог                                                              |
| 10                                        | Пальона Оксана Володимирівна         | 03.11.2010            | вища               | член Партії регіонів                             | приватний підприємець |
| 15                                        | Бичкова Оксана Василівна             | 10.01.2011            | вища               | член Партії регіонів                             | Чаплинська районна лікарня, лікар                                                                                                |
| 24                                        | Дзигунська Людмила Дмитрівна         | 03.11.2010            | вища               | член Партії регіонів                             | Чаплинський комунальник, головний бухгалтер                                                                                      |
| 25                                        | Кодинський Павло Петрович            | 03.11.2010            | вища               | член Партії регіонів                             | Інспекція державного техогляду Чаплинського району, головний державний інспектор                                                 |
| 27                                        | Смаровоз Ярослав Михайлович          | 03.11.2010            | вища               | член Партії регіонів                             | пенсіонер |
| Політична партія «Нова політика»          |                                      |                       |                    |                                                  | |
| 1                                         | Подмазка Любов Вікторівна            | 03.11.2010            | середня спеціальна | член Політичної партії «Нова політика»           | тимчасово не працює |
| Політична партія «Сильна Україна»         |                                      |                       |                    |                                                  | |
| 22                                        | Краковський Анатолій Вікторович      | 03.11.2010            | вища               | член Політичної партії «Сильна Україна»          | Станція юних техніків смт Чаплинка, керівник                                                                                     |
| Українська республіканська партія         |                                      |                       |                    |                                                  | |
| 14                                        | Прокопчук Олександр Олександрович    | 03.11.2010            | вища               | позапартійний                                    | приватний підприємець |
| Українська республіканська партія «Собор» |                                      |                       |                    |                                                  | |
| 13                                        | Котик Ірина Іванівна                 | 03.11.2010            | вища               | член Української республіканської партії «Собор» | Чаплинська селищна рада, спеціаліст І категорії з кадрових питань                                                                |
| 18                                        | Магдалюк Валентина Юріївна           | 03.11.2010            | вища               | член Української республіканської партії «Собор» | Районний Будинок культури, керівник дитячого ансамблю                                                                            |
| 20                                        | Дрозд Геннадій Володимирович         | 03.11.2010            | вища               | член Української республіканської партії «Собор» | Управління державної служби охорони при УМВС України Херсонської області, начальник централізованого пункту охорони смт Чаплинка |
| Самовисування                             |                                      |                       |                    |                                                  | |
| 3                                         | Харченко Юлія Миколаївна             | 03.11.2010            | вища               | позапартійна                                     | Чаплинський коммунальник, економіст                                                                                              |
| 17                                        | Плачинда Віталій Якович              | 03.11.2010            | вища               | позапартійний                                    | приватний підприємець |